# 小袋谷
小袋谷（こぶくろや）は、神奈川県鎌倉市の地名。古くは鎌倉郡小袋谷村。現行行政地名は小袋谷一丁目及び小袋谷二丁目と大字小袋谷。住居表示は一丁目及び二丁目は実施済み区域、大字小袋谷は未実施区域。

## 地理
鎌倉市大船地域に属する。小袋谷は鎌倉市台および大船に挟まれた、西北から東南にかけて長辺1km、短辺150mほどの細長い地域で、「谷」と付く地名に反して2008年現在の小袋谷の大部分は平坦な地形である。北側は神奈川県道301号大船停車場線を境界に大船と、南側は柏尾川の支流のひとつである小袋谷川を境界に台と接する。西北端では徒歩3分ほどの大船駅が、東南端では北鎌倉駅が利用される。中間の地域では江ノ電バスが利用されることも多い。

## 歴史
古くは「巨福呂谷」とも呼ばれた。史料上の初見は文亀元年（1501年）の「雲頂庵文書に「巨福礼(ママ)谷の田地が雲頂庵に寄進されたとの記載が残っている。さらに南方の建長寺の山号「巨福山」と「巨福呂坂」（現在は山ノ内）も関係がある。
戦国時代は東郡小袋谷の名義で北条幻庵が知行していたとの記録が残る。江戸時代は旗本の松前氏が幕末の一時期を除き知行した。
隣接する台村とは村境の小袋谷川（柏尾川支流）からの用水をめぐりたびたび水争論を起こしていた。
付近の光照寺に「小袋谷村に隠れキリシタンの集落があった」との伝承が残るが、詳細は不明。

## 世帯数と人口
2023年（令和5年）9月1日現在（鎌倉市発表）の世帯数と人口は以下の通りである。
| 大字・丁目   | 世帯数    | 人口    |
| ------------ | --------- | ------- |
| 小袋谷       | 39世帯    | 83人    |
| 小袋谷一丁目 | 628世帯   | 1,061人 |
| 小袋谷二丁目 | 1,120世帯 | 2,310人 |
| 計           | 1,787世帯 | 3,454人 |

### 人口の変遷
国勢調査による人口の推移。
| 年                 | 人口  |
| ------------------ | ----- |
| 1995年（平成7年）  | 2,904 |
| 2000年（平成12年） | 2,978 |
| 2005年（平成17年） | 2,955 |
| 2010年（平成22年） | 3,062 |
| 2015年（平成27年） | 3,120 |
| 2020年（令和2年）  | 3,375 |

### 世帯数の変遷
国勢調査による世帯数の推移。
| 年                 | 世帯数 |
| ------------------ | ------ |
| 1995年（平成7年）  | 1,225  |
| 2000年（平成12年） | 1,329  |
| 2005年（平成17年） | 1,432  |
| 2010年（平成22年） | 1,502  |
| 2015年（平成27年） | 1,525  |
| 2020年（令和2年）  | 1,699  |

## 学区
市立小・中学校に通う場合、学区は以下の通りとなる（2017年7月時点）。
| 大字・丁目   | 番地          | 小学校             | 中学校             |
| ------------ | ------------- | ------------------ | ------------------ |
| 小袋谷       | 全域          | 鎌倉市立小坂小学校 | 鎌倉市立岩瀬中学校 |
| 小袋谷一丁目 | 1～2番 4～9番 | 鎌倉市立大船小学校 | 鎌倉市立大船中学校 |
| 小袋谷一丁目 | 3番           | 鎌倉市立山崎小学校 | 鎌倉市立大船中学校 |
| 小袋谷二丁目 | 全域          | 鎌倉市立小坂小学校 | 鎌倉市立大船中学校 |

## 事業所
2021年（令和3年）現在の経済センサス調査による事業所数と従業員数は以下の通りである。
| 大字・丁目   | 事業所数  | 従業員数 |
| ------------ | --------- | -------- |
| 小袋谷       | 5事業所   | 97人     |
| 小袋谷一丁目 | 54事業所  | 569人    |
| 小袋谷二丁目 | 54事業所  | 364人    |
| 計           | 113事業所 | 1,030人  |

### 事業者数の変遷
経済センサスによる事業所数の推移。
| 年                 | 事業者数 |
| ------------------ | -------- |
| 2016年（平成28年） | 129      |
| 2021年（令和3年）  | 113      |

### 従業員数の変遷
経済センサスによる従業員数の推移。
| 年                 | 従業員数 |
| ------------------ | -------- |
| 2016年（平成28年） | 1,121    |
| 2021年（令和3年）  | 1,030    |

## 交通

### 鉄道
地域内に横須賀線および湘南モノレールが敷設されているが駅は存在しない。また、かつては横須賀線から鎌倉車両センター深沢地区（旧大船工場）への引き込み線が分岐していた。

### 道路
- 神奈川県道21号横浜鎌倉線（鎌倉街道）
- 神奈川県道301号大船停車場線
- 神奈川県道302号小袋谷藤沢線

- 京浜急行線　かつて存在した日本初の有料道路。現在は鎌倉市道となっている。
- 旧江ノ島道　小袋谷から江ノ島へ抜ける旧道。工場の敷地などによって寸断されている。

### バス
- 江ノ電バス
  - 湘南営業所・鎌倉営業所
- 京浜急行バス
  - 鎌倉営業所

### 小袋谷交差点
小袋谷は古くから交通の要衝として知られており、江戸時代は戸塚宿から鎌倉へ向かう鎌倉街道（現県道21号線）、藤沢宿から鎌倉へ向かう「鎌倉山之内往還」（現県道302号線）が合流し、江ノ島へ向かう江ノ島道も分岐していた。
上記の県道21号と302号が合流するＴ字路型の交差点で、南下してきた県道21号はこの交差点で東へ向きを変えて鎌倉に至る。交差点の北側には県道21号線と横須賀線との踏切が近接するうえ、踏切の北側では県道21号と301号も合流し、山ノ内経由で鎌倉に向かう交通が集中する。この交差点の鎌倉側は幅員が狭小であり、踏切の存在もあってこの交差点付近は大変混雑し、渋滞の名所として知られる。

## 施設

### 教育施設
- 鎌倉市立小坂小学校

### 神社仏閣
- 成福寺
- 厳島神社

## その他

### 日本郵便
- 郵便番号 : 247-0055[3]（集配局 : 大船郵便局[17]）。